# هلند (فیلم ۲۰۲۵)
هلند (انگلیسی: Holland) یک فیلم روانشناسانه آمریکایی محصول سال ۲۰۲۵ به کارگردانی میمی کیو، نویسندگی اندرو سودروسکی و با بازی نیکول کیدمن، متیو مک‌فادین و گائل گارسیا برنال است. داستان درباره زنی است که فکر می‌کرد زندگی خانوادگی بی‌نقصی دارد، اما وقتی تلاش می‌کند بفهمد که آیا شوهرش به او خیانت می‌کند یا نه، اوضاع به هم می‌ریزد و عواقب غیرمنتظره‌ای برایش رقم می‌خورد.
این فیلم در ۹ مارس ۲۰۲۵ در جشنواره جنوب از جنوب غربی به نمایش درآمد و در ۲۷ مارس ۲۰۲۵ در آمازون پرایم ویدیو منتشر شد. این فیلم نقدهای منفی تا متوسطی از منتقدان دریافت کرده است.

## داستان
در سال ۲۰۰۰، نانسی که در شهر هلند در ایالت میشیگان به همراه همسرش فِرِد که دکتر بینایی‌سنج است و پسر ۱۳ ساله‌اش هری، زندگی کلیشه‌ای طبقه متوسط را سپری می‌کنند. به دلیل غیبت‌های مکرر فرد، به وی مشکوک می‌شود که شاید فرد به او خیانت کرده است. او اشاره می‌کند که فرد عکس‌های پولاروید را نگه می‌دارد در حالی که آنها دوربین پولاروید ندارند، و او بیشتر از آنچه که برای یک دکتر بینایی‌سنج انتظار می‌رود، به کنفرانس‌های خارج از شهر می‌رود.
دیو، یکی از معلمان هری، به نانسی کمک می‌کند تا بفهمد فرد وقتی ظاهراً در این کنفرانس‌ها شرکت می‌کرده، چه کاری انجام می‌داده است. احساسات عاشقانه‌ای بین نانسی و دیو شکل می‌گیرد. نانسی بعداً متوجه می‌شود که ماکت قطاری که فرد در خانه‌شان ساخته، جزئیات چندین قتل زنان در گذشته را به تصویر می‌کشد. دیو که سعی دارد مدرکی دال بر خیانت فرد پیدا کند، او را تا خانه‌ای در کنار دریاچه دنبال می‌کند و متوجه می‌شود که فرد یک قاتل سریالی است. او به فرد چاقو می‌زند، به این خیال که او را کشته است. دیو به دروغ به نانسی می‌گوید که او صرفاً با فرد روبرو شده و جدالی بین آنان رخ نداده است. با این حال فرد در طول جشنواره لاله به شهر بازمی‌گردد. نانسی و هری که در یک هتل پنهان شده‌اند در آنجا دیو بالاخره حقیقت ماجرای ملاقاتش با فرد را به طور دقیق فاش می‌کند. نانسی، هری را بیرون هتل به همراه فرد پیدا می‌کند، فرد به شدت نانسی را سرزنش می‌کند و می‌خواهد خانواده به وضع سابق خود بازگردند. و او و هری را مجبور می‌کند تا سوار ماشینش شوند، در ماشین، نانسی با گفتن اینکه کمربند ایمنی هری بسته نشده، حواسشان را پرت می‌کند و از فرد می‌خواهد که ماشین را نگه دارد. هری از ماشین فرار می‌کند و نانسی در درگیری بعدی، فرد را می‌کشد.

## بازیگران
- نیکول کیدمن در نقش نانسی
- گائل گارسیا برنال در نقش دیو دلگادو
- متیو مک‌فادین در نقش فرد همسر نانسی
- جود هیل در نقش هری
- جف پاپ در نقش اسکوئیگز گراومن
- ایزاک کراسنر در نقش پسر اسکوئیگز
- لنون پارام در نقش گوئن، دوست نانسی
- ریچل سنوت در نقش کندی
- جیکوب موران در نقش مت

## تاریخ تولید و انتشار
تولید
در سال ۲۰۱۳ نائومی واتس و برایان کرانستون برای بازی در این فیلم انتخاب شدند. در ابتدا ارول موریس به عنوان کارگردان معرفی شده بود. گزارش شده بود که جان لشر و آدام کاسان به عنوان تهیه‌کننده و شان مورفی به عنوان تهیه‌کننده‌ی همکار در این پروژه حضور خواهند یافت. انتظار می‌رفت تولید در ماه آوریل همان سال آغاز شود. اما این برنامه‌ها تا سال ۲۰۱۵ کنار گذاشته شدند و در نهایت تولید آن با بازیگران و عوامل جدید در سال ۲۰۲۲ آغاز شد.
در ژوئن ۲۰۲۲ اعلام شد که کیدمن در این پروژه به همراه پر سارج و پیتر دیلبرت بازی خواهند کرد. میمی کیو به عنوان کارگردان از طرف آمازون استودیوز با فیلمنامه‌ای از اندرو سودروسکی که در نظرسنجی لیست سیاه سال ۲۰۱۳ در مورد «دوست‌داشتنی‌ترین» فیلمنامه‌های هنوز فیلم نشده، در صدر قرار گرفته بود، به این پروژه پیوست.
اگرچه در ابتدا نام فیلم «هلند، میشیگان» اعلام شده بود، اما با اعلام تاریخ اکران فیلم، عنوان آن به «هلند» تغییر یافت. همچنین گرچه فیلمنامه در ابتدا در سال ۲۰۱۳ نوشته شده بود و در زمان حال اتفاق می‌افتاد اما کیو خط زمانی را به سال ۲۰۰۰ تغییر داد. او احساس می‌کرد مضامینی مانند بیگانگی دیو، طنین قوی‌تری با آن دوران دارد. علاوه بر این، کیو شخصاً با اوایل دهه ۲۰۰۰ ارتباط برقرار کرد، زیرا حدود سال ۲۰۰۲ غرب میانه را ترک کرده بود و این به داستان اصالت و قابل درک بودن می‌بخشید.
انتشار
فیلم هلند برای اولین بار در سی و دومین کنفرانس و جشنواره‌های جنوب از جنوب غربی در تاریخ ۹ مارس ۲۰۲۵ به نمایش درآمد. و بعداً در تاریخ ۲۷ مارس ۲۰۲۵ در آمازون پرایم ویدیو به صورت عمومی منتشر شد.

## محل و تاریخ فیلمبرداری
علاوه بر فیلمبرداری در هلند میشیگان از جمله در جزیره ویندمیل فیلمبرداری اصلی در نشویل و کلارکس‌ویل تنسی نیز انجام شد.
فیلمبرداری از اوایل مارس تا ۷ مه ۲۰۲۳ انجام شد.

## آرا و نظرات
پیتر دبروژ از ورایتی هلند را فیلمی توصیف کرد که بینندگان را در درجه اول در دیدگاه شخصیت اصلی خود غرق می‌کند، اگرچه کاملاً باورپذیر نیست، اما تجربه‌ای سرگرم‌کننده را برای مخاطبانی ارائه می‌دهد که از تنش ناشی از این پرسش لذت می‌برند که آیا شخصیت ناپایدار است یا خیر. چیس هاچینسون از مجله درپ با اشاره به اینکه کیدمن یکی از همه فن حریف ترین و جسورترین بازیگران سینمای مدرن است که اغلب با وجود استعداد بی نظیرش مورد توجه قرار نمی گیرد، بازی او را ستود.
گلن گارنر از ددلاین هالیوود بازی بازیگران را ستود. او گفت کیدمن در این فیلم بازی تیز و دیوانه‌واری ارائه می‌دهد که لحن کمدی سیاه فیلم به خاطرش مردن ساخته گاس ون سنت را تداعی می‌کند، به همراه طنز گزنده و رمز و راز جذاب در تصویری که به گفته او به مخاطبان یادآوری می‌کند که چرا او دهه‌هاست نیرویی جذاب در سینما باقی مانده است. ویلیام هوسی از روزنامه لندن ایونینگ استاندارد بازی بازیگران به ویژه کیدمن را تحسین کرد و گفت که این نقش نه تنها دامنه قابل توجه کیدمن را به نمایش می‌گذارد، بلکه توانایی او را در جان بخشیدن به شخصیت‌های منحصر به فرد و جذاب نیز تأیید می‌کند و جایگاه او را به عنوان یکی از همه فن حریف‌ترین بازیگران زن نسل خود، بیش از پیش تثبیت می‌کند.
لوویا گیارکی از هالیوود ریپورتر گفت که ویژگی برجستۀ فیلم هلند سبک متمایز کیو است که استادانه تصویری نگران‌کننده از ناراحتی‌های حومه‌ی شهر را به تصویر می‌کشد. در دیدگاهی مشابه، آدریان هورتون از گاردین گفت: اگر چه هلند در جلوه‌های بصری خیره‌کننده و فضای وهم‌آور و نگران‌کننده‌ای که توسط کیو خلق شده، عالی عمل می‌کند، اما بین این نقاط قوت و روایت فیلم، که به اندازه یکی از کلاه‌های هلندی ظریف نانسی، شکننده و بی‌اساس به نظر می‌رسد، گسست قابل توجهی وجود دارد.
در ۲۹ مارس ۲۰۲۵ این فیلم به عنوان فیلم شماره ۱ آمازون پرایم ویدیو در سراسر جهان گزارش شد.